# Liste der Naturdenkmale in Althütte
| Naturdenkmale | Anzahl |
| ------------- | ------ |
| FND           | 20     |
| END           | 6      |
| Gesamt        | 26     |

Die Liste der Naturdenkmale in Althütte nennt die verordneten Naturdenkmale (ND) der im baden-württembergischen Rems-Murr-Kreis liegenden Gemeinde Althütte. In Althütte gibt es insgesamt 26 als Naturdenkmal geschützte Objekte, davon 20 flächenhafte Naturdenkmale (FND) und 6 Einzelgebilde-Naturdenkmal (END).
Stand: 29. Oktober 2016.

## Flächenhafte Naturdenkmale (FND)
| Name                                                | Bild | Kennung     | Einzelheiten | Position | Fläche Hektar | Datum         |
| --------------------------------------------------- | ---- | ----------- | ------------ | -------- | ------------- | ------------- |
| Alte Sandgrube mit Gehölz                           | BW   | 81190040028 | Althütte     | ⊙        | 0,2           | 13. Nov. 1992 |
| Alter Sandbruch                                     | BW   | 81190040024 | Althütte     | ⊙        | 0,5           | 13. Nov. 1992 |
| Alter Steinbruch im Ochsenhau                       | BW   | 81190040007 | Althütte     | ⊙        | 0,3           | 31. Dez. 1986 |
| Bachgrund bei Schöllhütte                           | BW   | 81190040010 | Althütte     | ⊙        | 1,3           | 31. Dez. 1986 |
| Bachlauf mit Schilf und Erlen                       | BW   | 81190040021 | Althütte     | ⊙        | 0,4           | 17. Aug. 1981 |
| Bachlauf mit Schilf und Erlen                       | BW   | 81190040029 | Althütte     | ⊙        | 0,6           | 13. Nov. 1992 |
| Eichen-, Buchen-Altbestand m. Feuchtwiesen u. Teich | BW   | 81190040025 | Althütte     | ⊙        | 0,8           | 13. Nov. 1992 |
| Feuchtgebiet im Gewann „Kleiner See“                | BW   | 81190040005 | Althütte     | ⊙        | 1,7           | 31. Dez. 1986 |
| Feuchtgebiet                                        | BW   | 81190040009 | Althütte     | ⊙        | 0,3           | 31. Dez. 1986 |
| Flurgehölz                                          | BW   | 81190040015 | Althütte     | ⊙        | 0,0           | 31. Dez. 1986 |
| Heidestellen bei Lutzenberg                         | BW   | 81190040018 | Althütte     | ⊙        | 0,1           | 23. Aug. 1979 |
| Hohlweg mit stattlicher Eiche und Gehölz            | BW   | 81190040023 | Althütte     | ⊙        | 0,2           | 13. Nov. 1992 |
| Laubholzgruppe                                      | BW   | 81190040012 | Althütte     | ⊙        | 0,0           | 31. Dez. 1986 |
| Pflanzenstandort am Hoblersberg                     | BW   | 81190040001 | Althütte     | ⊙        | 0,1           | 31. Dez. 1986 |
| Pflanzenvorkommen im ehemaligen Steinbruchgelände   | BW   | 81190040008 | Althütte     | ⊙        | 0,9           | 31. Dez. 1986 |
| Quellhang                                           |      | 81190040026 | Althütte     | ⊙        | 0,9           | 13. Nov. 1992 |
| Silberpappelgehölz                                  | BW   | 81190040013 | Althütte     | ⊙        | 0,0           | 31. Dez. 1986 |
| Teich und Bachlauf                                  | BW   | 81190040022 | Althütte     | ⊙        | 0,5           | 13. Nov. 1992 |
| Unterer Lauf des Mähderbaches                       | BW   | 81190040027 | Althütte     | ⊙        | 2,8           | 13. Nov. 1992 |
| Weiher mit Waldwiese im Steinbachtal                | BW   | 81190040006 | Althütte     | ⊙        | 1,1           | 31. Dez. 1986 |
| Legende für Naturdenkmal                            |      |             |              |          |               |               |

## Einzelgebilde (END)
| Name                     | Bild | Kennung     | Einzelheiten | Position | Fläche Hektar | Datum         |
| ------------------------ | ---- | ----------- | ------------ | -------- | ------------- | ------------- |
| Bergahorn mit Efeu       | BW   | 81190040014 | Althütte     | ⊙        | 0,0           | 31. Dez. 1986 |
| Eiche bei Lutzenberg     | BW   | 81190040019 | Althütte     | ⊙        | 0,0           | 23. Aug. 1979 |
| Eiche                    |      | 81190040002 | Althütte     | ⊙        | 0,0           | 31. Dez. 1986 |
| Ein Ahorn                | BW   | 81190040004 | Althütte     | ⊙        | 0,0           | 31. Dez. 1986 |
| Linde im Klösterle       | BW   | 81190040031 | Althütte     | ⊙        | 0,0           | 13. Nov. 1992 |
| Linde                    | BW   | 81190040020 | Althütte     | ⊙        | 0,0           | 23. Aug. 1979 |
| Legende für Naturdenkmal |      |             |              |          |               |               |

## Ehemalige Naturdenkmale
| Name                     | Bild | Kennung | Einzelheiten | Position | Fläche Hektar | Datum         |
| ------------------------ | ---- | ------- | ------------ | -------- | ------------- | ------------- |
| Alter Steinbruch         |      |         | Althütte     | ???      | 0,0           | 23. Aug. 1979 |
| Linde in Lutzenberg      |      |         | Althütte     | ???      | 0,0           | 23. Aug. 1979 |
| Legende für Naturdenkmal |      |         |              |          |               |               |